# داني غريفز
داني غريفز (بالإنجليزية: Danny Greaves)‏ (31 يناير 1963 بإنجلترا في المملكة المتحدة - ) هو مدرب كرة قدم ولاعب كرة قدم بريطاني في مركز الهجوم. لعب مع توتنهام هوتسبير وكامبريدج يونايتد ونادي ساوثيند يونايتد ونادي تشيلمسفورد.

## وصلات خارجية
- داني غريفز على موقع قاعدة بيانات كرة القدم.إي يو (الإنجليزية)

1. ↑  منزل الشركات، QID:Q257303